# Aragonés fovano
El aragonés fovano o simplemente fovano es la variedad dialectal local del aragonés perteneciente al valle de La Fueva, dentro del Sobrarbe, Aragón, España.

## Fonética
- La vocal -o última se mantiene detrás de -n (camino, molino), -l (cielo, chelo) y -r (cordero, pallero).
- El grupo -it- procedente del grupo latino -CT-, -ULT-, solo se conserva en chitar-se y cuitre, y se ha castellanizado hacia-ch: fecho, dicho, estrecho, pecho, mucho o trucha.
- La x prepalatar fricativa sorda se corserva bien y como es normal en el Alto Aragón oriental va con una -i- semivocálica: caixigo (/kaiʃigo/), buixiga (/buiʃiga/), aunque otras palabras como cruixir (/kru.ʃir/), falandraixo (/fa.lan.'dra.ʃo/), muixordón (/mu.ʃor.'don/) y muixardina (/mu.ʃar.di.na/) no la presentan.
- La x en posición inicial evoluciona a -ix- (o mantiene la vocal del anterior prefijo ex- latino), como en chistabino y belsetano: ixolomar, ixartigar, ixarnar, ixaugar, ixarranar, ixordiga, ixambre, ixambrar-se.
- El grupo latino -SC- que en aragonés evoluciona a -x- puede ser estar castellanizado: conocer, paecer, crecer, florecer, etc.
- El grupo final -NTE (correspondiente en muchos casos a restos del participio activo de presente), que en aragonés medieval pierde la E y en aragonés moderno la T, es castellanizado: rusiente, fuente, diente, puente, excepto los casos malament (/ma.la.'mén/), chent (/tʃen/), calient (/ka.'ljen/).
- En Samper hay casos de pronunciación de la -r final en los plurales: lugars, pastors, colors, fenómeno que se encuentra también en algunos sitios del Sobrarbe central.
- Se halla un caso aislado y poco frecuente de conservación de -m- derivada de -M'N- que en castellano ha dado -mbr-:
  - LAMINA > lamna > lama.

## Morfología
El artículo mayoritario es como en aragonés general: o, os, a, as, pero en Foradada Troncedo Clamosa Puicinca y Lapenilla usas el sistema de artículos el, la, los, las. En el siglo XVII se empleaba el artículo lo, los, la, las en Foradada del Toscar, Troncedo y Fornigals.
En fovano se usa el perfecto perifrástico como en ribagorzano y chistabino:
- va cantar
- vas cantar
- va cantar
- vamos cantar
- vatz cantar
- van cantar

La diferencia notable es que el morfema personal no es -n como en ribagorzano y que la -r final sí se pronuncia. También es notable que este pretérito indefinido coexista con la forma sintética en las localidades más al norte de la Fueva: canté, cantés, cantó, cantemos, cantetz, cantón. El empleo de una forma u otra está marcado por las localidades. En el centro, sur y este de la Fueva se usa el pasado perifrástico y en el norte el pasado sintético. En zonas como Arro, por donde pasa la isoglosas, conviven ambas formas.
En fovano tiene total vitalidad el uso de los pronombres en y i, derivados de INDE y IBI latinos. No i viengo, fe-te-ie, no i veigo, me'n voi, nos n'imos, ves-te-ne, da-me-ne, no en quiero.
Igualmente se usa la combinación de pronombres le'n y les ne. No les ne digas a ixos. Le'n doi a o mio amigo.
Existen los participios fuertes quiesto, puesto, fecho, visto.
Son características las construcciones negativas condicionales y las construcciones impersonales:
Si neva guaire, no vendrá, no queda guaire, si cosa quiers fe-lo tu, si nunca venises ya charraremos
en queda siete, ya no sale buxos allí, en viene cinco
El verbo fer presenta paradigmas similares al resto de aragonés de Sobrarbe:
fer, fendo, fecho
foi, fas, fa, femos, fetz, fan
feba, febas, feba, febanos, febaz, feban
faré, farás, fará, faremos, farez, farán
faya, fayas, faya, fayamos, fayaz, fayan
fese, feses, fese, fesenos, fesetz, fesen